# Démêlant
Le démêlant est un produit cosmétique servant à faciliter la remise en ordre des cheveux emmêlés ou qui comportent des nœuds. 

## Principe
Le démêlant agit grâce à un film lubrifiant qui lisse les écailles du poil chevelu et le gaine. Le plus souvent commercialisé sous forme de spray-diffuseur, le démêlant est majoritairement utilisé au moment du coiffage par des personnes qui ont de longs cheveux bouclés ou frisés. Ce produit peut également être incorporé dans le shampooing, dans un après-shampooing, ou être présenté sous forme de baume à appliquer sur la chevelure. Le démêlant peut être utilisé sur cheveux secs ou humides, en fonction de la formule choisie.